# Горячевка (Московская область)
Горячевка — хутор в городском округе Черноголовка Московской области России.

## Население
| 2002 | 2010 | 2013 |
| ---- | ---- | ---- |
| 4    | ↗7   | ↘6   |

## География
Хутор Горячевка расположен на северо-востоке Московской области, в южной части городского округа Черноголовка, у границы с Ногинским районом, на Щёлковском шоссе А103, примерно в 36 км к северо-востоку от Московской кольцевой автодороги и 4 км к юго-западу от центра города Черноголовки.
В 0,5 км восточнее хутора проходит Московское малое кольцо А107, в 14 км к юго-западу — Монинское шоссе Р109, в 16,5 км к югу — Горьковское шоссе М7. Ближайшие сельские населённые пункты — село Макарово, деревни Боково и Дядькино.